# Eventi in pay-per-view della World Championship Wrestling
Questo è un elenco di tutti gli eventi in pay-per-view prodotti dalla World Championship Wrestling. Dal 1983 al 1987 gli eventi furono trasmessi in diretta su una TV a circuito chiuso sotto il marchio National Wrestling Alliance.

## Storia
A partire dal 1987, gli eventi iniziarono a essere trasmessi in diretta e in pay-per-view, sempre sotto la NWA. Nel novembre 1988 la Jim Crockett Promotions vendette la compagnia alla Turner Broadcasting System, che rinominò la società World Championship Wrestling. A partire dal 1991, fino al 2001, gli eventi pay-per-view furono prodotti dalla WCW. Nel 1998 e all'inizio del 1999, gli eventi furono pubblicizzati utilizzando il marchio WCW / nWo.
Nel 2001, la World Wrestling Federation acquistò la WCW, comprese le librerie video di tutti i precedenti pay-per-view NWA e WCW, e i diritti di proprietà dei nomi di questi eventi. Ad oggi la WWE ha prodotto solo un evento utilizzando il nome di un ex ppv WCW, The Great American Bash, dal 2004 al 2009. Nel 2012 fu utilizzato come puntata speciale di SmackDown e nel 2020 fu utilizzato per uno speciale di NXT. Nel 2017, la WWE utilizzò il nome Starrcade per un house show.
A partire dal 2014, quasi tutti i pay-per-view WCW sono disponibili sul WWE Network.
Nel 2022 la WWE ha prodotto un pay-per-view di NXT chiamato NXT Halloween Havoc 2022, andando così a riprendere lo storico pay-per-view nato sotto la dirigenza di Ted Turner in WCW.

## Anni novanta

### 1991
| Data             | Nome                    | Città            | Main event |
| ---------------- | ----------------------- | ---------------- | --- |
| 24 febbraio 1991 | WrestleWar              | Phoenix          | Larry Zbyszko e i Four Horsemen (Barry Windham, Ric Flair and Sid Vicious) vs. Brian Pillman, Sting e gli Steiner Brothers (Rick e Scott Steiner) |
| 21 aprile 1991   | Japan Supershow I       | Tokyo            | Tatsumi Fujinami vs. Ric Flair |
| 19 maggio 1991   | SuperBrawl I            | Saint Petersburg | Ric Flair vs. Tatsumi Fujinami |
| 14 luglio 1991   | The Great American Bash | Baltimora        | Rick Steiner vs. Arn Anderson e Paul E. Dangerously                                                                                               |
| 27 ottobre 1991  | Halloween Havoc         | Chattanooga      | Lex Luger vs. Ron Simmons |
| 29 dicembre 1991 | Starrcade               | Norfolk          | Battlebowl Battle Royal |

### 1992
| Data             | Nome                    | Città        | Main event |
| ---------------- | ----------------------- | ------------ | --- |
| 4 gennaio 1992   | Japan Supershow II      | Tokyo        | Sting and The Great Muta vs. The Steiner Brothers (Rick and Scott Steiner) |
| 29 febbraio 1992 | SuperBrawl II           | Milwaukee    | Lex Luger vs. Sting |
| 17 maggio 1992   | WrestleWar              | Jacksonville | Sting's Squadron (Barry Windham, Dustin Rhodes, Nikita Koloff, Ricky Steamboat and Sting) vs. The Dangerous Alliance (Arn Anderson, Bobby Eaton, Larry Zbyszko, Rick Rude e Steve Austin) |
| 20 giugno 1992   | Beach Blast             | Mobile       | The Steiner Brothers (Rick e Scott Steiner) vs. Steve Williams e Terry Gordy |
| 12 luglio 1992   | The Great American Bash | Albany       | Steve Williams e Terry Gordy vs. Barry Windham e Dustin Rhodes |
| 25 ottobre 1992  | Halloween Havoc         | Filadelfia   | Sting vs. Jake Roberts |
| 28 dicembre 1992 | Starrcade               | Atlanta      | Battlebowl Battle Royal |

### 1993
| Data              | Nome                               | Città       | Main event |
| ----------------- | ---------------------------------- | ----------- | --- |
| 4 gennaio 1993    | Japan Supershow III                | Tokyo       | Sting vs. Hiroshi Hase |
| 21 febbraio 1993  | SuperBrawl III                     | Asheville   | Big Van Vader vs. Sting |
| 23 maggio 1993    | Slamboree 1993: A Legends' Reunion | Atlanta     | Big Van Vader vs. Davey Boy Smith |
| 18 luglio 1993    | Beach Blast                        | Biloxi      | Davey Boy Smith e Sting vs. The Masters of the Powerbomb (Big Van Vader e Sid Vicious)                                                                                    |
| 19 settembre 1993 | Fall Brawl                         | Houston     | The Superpowers (Sting e Davey Boy Smith), Dustin Rhodes e The Shockmaster vs. Harlem Heat (Kole e Kane) and The Masters of the Powerbomb (Big Van Vader and Sid Vicious) |
| 24 ottobre 1993   | Halloween Havoc                    | New Orleans | Big Van Vader vs. Cactus Jack |
| 20 novembre 1993  | Battlebowl                         | Pensacola   | Battlebowl Battle Royal |
| 27 dicembre 1993  | Starrcade                          | Charlotte   | Big Van Vader vs. Ric Flair |

### 1994
| Data              | Nome                | Città       | Main event |
| ----------------- | ------------------- | ----------- | --- |
| 20 febbraio 1994  | SuperBrawl IV       | Albany      | Ric Flair vs. Big Van Vader |
| 17 aprile 1994    | Spring Stampede     | Chicago     | Ric Flair vs. Ricky Steamboat |
| 22 maggio 1994    | Slamboree           | Filadelfia  | Sting vs. Big Van Vader |
| 17 luglio 1994    | Bash at the Beach   | Orlando     | Ric Flair vs. Hulk Hogan |
| 18 settembre 1994 | Fall Brawl          | Roanoke     | The Stud Stable (Arn Anderson, Bunkhouse Buck, Col. Robert Parker and Terry Funk) vs. Dustin Rhodes, Dusty Rhodes and The Nasty Boys (Brian Knobbs and Jerry Sags) |
| 23 ottobre 1994   | Halloween Havoc     | Detroit     | Hulk Hogan vs. Ric Flair |
| 6 novembre 1994   | When Worlds Collide | Los Angeles | Perro Aguayo vs. Konnan |
| 27 novembre 1994  | Starrcade           | Nashville   | Hulk Hogan vs. The Butcher |

### 1995
| Data                | Nome                    | Città            | Main event                                                                                         |
| ------------------- | ----------------------- | ---------------- | -------------------------------------------------------------------------------------------------- |
| 19 febbraio 1995    | SuperBrawl V            | Baltimora        | Hulk Hogan vs. Big Van Vader                                                                       |
| 19 marzo 1995       | Uncensored              | Tupelo           | Hulk Hogan vs. Big Van Vader                                                                       |
| 28 e 29 aprile 1995 | Collision in Korea      | Pyongyang        | Antonio Inoki vs. Ric Flair                                                                        |
| 21 maggio 1995      | Slamboree               | Saint Petersburg | Hulk Hogan e Randy Savage vs. Ric Flair e Big Van Vader                                            |
| 18 giugno 1995      | The Great American Bash | Dayton           | Randy Savage vs. Ric Flair                                                                         |
| 16 luglio 1995      | Bash at the Beach       | Huntington Beach | Hulk Hogan vs. Big Van Vader                                                                       |
| 17 settembre 1995   | Fall Brawl              | Asheville        | Hulk Hogan, Lex Luger, Randy Savage e Sting vs. The Dungeon of Doom (Kamala, Meng, Shark e Zodiac) |
| 29 ottobre 1995     | Halloween Havoc         | Detroit          | Hulk Hogan vs. The Giant                                                                           |
| 26 novembre 1995    | World War 3             | Norfolk          | 60-man World War 3 match                                                                           |
| 27 dicembre 1995    | Starrcade               | Nashville        | Randy Savage vs. Ric Flair                                                                         |

### 1996
| Data              | Nome                           | Città            | Main event |
| ----------------- | ------------------------------ | ---------------- | --- |
| 11 febbraio 1996  | SuperBrawl VI                  | Saint Petersburg | Hulk Hogan vs. The Giant |
| 24 marzo 1996     | Uncensored                     | Tupelo           | Ric Flair, Arn Anderson, Meng, The Barbarian, Lex Luger, The Taskmaster, Z-Gangsta e The Ultimate Solution vs. Hulk Hogan e Randy Savage |
| 19 maggio 1996    | Slamboree                      | Baton Rouge      | The Giant vs. Sting |
| 1º giugno 1996    | World Wrestling Peace Festival | Los Angeles      | Antonio Inoki and Dan Severn vs. Yoshiaki Fujiwara and Oleg Taktarov                                                                     |
| 16 giugno 1996    | The Great American Bash        | Baltimora        | The Giant vs. Lex Luger |
| 7 luglio 1996     | Bash at the Beach              | Daytona Beach    | Hulk Hogan e gli The Outsiders (Kevin Nash e Scott Hall) vs. Randy Savage, Sting e Lex Luger                                             |
| 10 agosto 1996    | Hog Wild                       | Sturgis          | The Giant vs. Hollywood Hogan |
| 15 settembre 1996 | Fall Brawl                     | Winston-Salem    | Team WCW (Arn Anderson, Lex Luger, Ric Flair and Sting) vs. nWo (Hollywood Hogan, Kevin Nash, Sting e Scott Hall)                        |
| 27 ottobre 1996   | Halloween Havoc                | Paradise         | Hollywood Hogan vs. Randy Savage |
| 24 novembre 1996  | World War 3                    | Norfolk          | 60-man World War 3 match |
| 29 dicembre 1996  | Starrcade                      | Nashville        | Hollywood Hogan vs. Roddy Piper |

### 1997
| Data              | Nome                    | Città            | Main event |
| ----------------- | ----------------------- | ---------------- | --- |
| 25 gennaio 1997   | nWo Souled Out          | Cedar Rapids     | Hollywood Hogan vs. The Giant |
| 23 febbraio 1997  | SuperBrawl VII          | Daly City        | Hollywood Hogan vs. Roddy Piper |
| 16 marzo 1997     | Uncensored              | North Charleston | Team Piper (Chris Benoit, Jeff Jarrett, Roddy Piper e Steve McMichael) vs. Team WCW (Lex Luger, Scott Steiner e The Giant) vs. nWo (Hollywood Hogan, Kevin Nash, Randy Savage e Scott Hall) |
| 6 aprile 1997     | Spring Stampede         | Tupelo           | Diamond Dallas Page vs. Randy Savage |
| 18 maggio 1997    | Slamboree               | Charlotte        | Kevin Greene, Ric Flair e Roddy Piper vs. nWo (Kevin Nash, Scott Hall e Syxx) |
| 15 giugno 1997    | The Great American Bash | Moline           | Diamond Dallas Page vs. Randy Savage |
| 13 luglio 1997    | Bash at the Beach       | Daytona Beach    | Dennis Rodman e Hollywood Hogan vs. Lex Luger e The Giant |
| 9 agosto 1997     | Road Wild               | Sturgis          | Lex Luger vs. Hollywood Hogan |
| 14 settembre 1997 | Fall Brawl              | Winston-Salem    | The Four Horsemen (Chris Benoit, Curt Hennig, Ric Flair e Steve McMichael) vs. nWo (Buff Bagwell, Kevin Nash, Konnan e Syxx)                                                                |
| 26 ottobre 1997   | Halloween Havoc         | Paradise         | Hollywood Hogan vs. Roddy Piper |
| 23 novembre 1997  | World War 3             | Auburn Hills     | 60-man World War 3 match |
| 28 novembre 1997  | Starrcade               | Washington, D.C. | Hollywood Hogan vs. Sting |

### 1998
| Data              | Nome                    | Città            | Main event |
| ----------------- | ----------------------- | ---------------- | --- |
| 24 gennaio 1998   | Souled Out              | Dayton           | Lex Luger vs. Randy Savage |
| 22 febbraio 1998  | SuperBrawl VIII         | Daly City        | Hollywood Hogan vs. Sting |
| 15 marzo 1998     | Uncensored              | Mobile           | Hollywood Hogan vs. Randy Savage |
| 19 aprile 1998    | Spring Stampede         | Denver           | Sting vs. Randy Savage |
| 17 marzo 1998     | Slamboree               | Worcester        | The Outsiders (Kevin Nash e Scott Hall) vs. Sting e The Giant |
| 14 giugno 1998    | The Great American Bash | Baltimora        | Sting vs. The Giant |
| 12 luglio 1998    | Bash at the Beach       | San Diego        | Dennis Rodman e Hollywood Hogan vs. Diamond Dallas Page e Karl Malone                                                                                                 |
| 8 agosto 1998     | Road Wild               | Sturgis          | Diamond Dallas Page e Jay Leno vs. Eric Bischoff e Hollywood Hogan |
| 13 settembre 1998 | Fall Brawl              | Winston-Salem    | Team WCW (Diamond Dallas Page, Roddy Piper e The Warrior) vs. nWo Hollywood (Bret Hart, Hollywood Hogan e Stevie Ray) vs. nWo Wolfpac (Kevin Nash, Lex Luger e Sting) |
| 25 ottobre 1998   | Halloween Havoc         | Paradise         | Goldberg vs. Diamond Dallas Page |
| 22 novembre 1998  | World War 3             | Auburn Hills     | Diamond Dallas Page vs. Bret Hart |
| 27 dicembre 1998  | Starrcade               | Washington, D.C. | Goldberg vs. Kevin Nash |

### 1999
| Data              | Nome                    | Città            | Main event                                                      |
| ----------------- | ----------------------- | ---------------- | --------------------------------------------------------------- |
| 17 gennaio 1999   | Souled Out              | Charleston       | Goldberg vs. Scott Hall                                         |
| 21 febbraio 1999  | SuperBrawl IX           | Oakland          | Hollywood Hogan vs. Ric Flair                                   |
| 14 marzo 1999     | Uncensored              | Louisville       | Hollywood Hogan vs. Ric Flair                                   |
| 11 aprile 1999    | Spring Stampede         | Tacoma           | Ric Flair vs. Diamond Dallas Page vs. Hollywood Hogan vs. Sting |
| 9 maggio 1999     | Slamboree               | St. Louis        | Diamond Dallas Page vs. Kevin Nash                              |
| 13 giugno 1999    | The Great American Bash | Baltimora        | Kevin Nash vs. Randy Savage                                     |
| 11 luglio 1999    | Bash at the Beach       | Fort Lauderdale  | Kevin Nash e Sting vs. Randy Savage e Sid Vicious               |
| 14 agosto 1999    | Road Wild               | Sturgis          | Hulk Hogan vs. Kevin Nash                                       |
| 12 settembre 1999 | Fall Brawl              | Winston-Salem    | Hulk Hogan vs. Sting                                            |
| 24 ottobre 1999   | Halloween Havoc         | Paradise         | Sting vs. Goldberg                                              |
| 21 novembre 1999  | Mayhem                  | Toronto          | Bret Hart vs. Chris Benoit                                      |
| 19 dicembre 1999  | Starrcade               | Washington, D.C. | Bret Hart vs. Goldberg                                          |

## Anni 2000

### 2000
| Data              | Nome                    | Città            | Main event                                              |
| ----------------- | ----------------------- | ---------------- | ------------------------------------------------------- |
| 16 gennaio 2000   | Souled Out              | Cincinnati       | Sid Vicious vs. Chris Benoit                            |
| 20 febbraio 2000  | SuperBrawl 2000         | Daly City        | Sid Vicious vs. Jeff Jarrett vs. Scott Hall             |
| 19 marzo 2000     | Uncensored              | Miami            | Hulk Hogan vs. Ric Flair                                |
| 16 aprile 2000    | Spring Stampede         | Chicago          | Diamond Dallas Page vs. Jeff Jarrett                    |
| 7 maggio 2000     | Slamboree               | Kansas City      | David Arquette vs. Diamond Dallas Page vs. Jeff Jarrett |
| 11 giugno 2000    | The Great American Bash | Baltimora        | Jeff Jarrett vs. Kevin Nash                             |
| 9 luglio 2000     | Bash at the Beach       | Daytona Beach    | Jeff Jarrett vs. Booker T                               |
| 13 agosto 2000    | New Blood Rising        | Vancouver        | Booker T vs. Jeff Jarrett                               |
| 17 settembre 2000 | Fall Brawl              | Buffalo          | Kevin Nash vs. Booker T                                 |
| 29 ottobre 2000   | Halloween Havoc         | Paradise         | Goldberg vs. KroniK (Brian Adams and Bryan Clark)       |
| 16 novembre 2000  | Millennium Final        | Oberhausen       | Sting vs. Kevin Nash                                    |
| 26 novembre 2000  | Mayhem                  | Milwaukee        | Scott Steiner vs. Booker T                              |
| 17 dicembre 2000  | Starrcade               | Washington, D.C. | Scott Steiner vs. Sid Vicious                           |

### 2001
| Data             | Nome               | Città        | Main event                                                             |
| ---------------- | ------------------ | ------------ | ---------------------------------------------------------------------- |
| 14 gennaio 2001  | Sin                | Indianapolis | Scott Steiner vs. Jeff Jarrett vs. Sid Vicious vs. Road Warrior Animal |
| 18 febbraio 2001 | SuperBrawl Revenge | Nashville    | Scott Steiner vs. Kevin Nash                                           |
| 18 marzo 2001    | Greed              | Jacksonville | Scott Steiner vs. Diamond Dallas Page                                  |